# ジスルフィラム
ジスルフィラム（Disulfiram）とは、硫黄を含む有機化合物である。ゴムの加硫に使用されるほか、アルコールを摂取すると二日酔いに似た不快感をもたらす抗酒薬である。
別名、テトラエチルチウラムジスルフィド。抗酒薬としての商品名はノックビン、欧米ではアンタビュース（Antabuse, Antabus）の名で市販されており、日本ではこちらの名称でも知られている。

## 歴史
1881年に初めて合成されたことが報告された。当初は、ゴムを溶けにくくする加硫加工に広く使われていた。ゴム製造工場の作業員たちが酒に弱くなることが1937年に報告され、1948年に実験などを通してアルコールに弱くなる性質が明らかになった。

## 効能・効果
慢性アルコール中毒に対する抗酒療法。本剤の効果は、服用後、少なくとも14日間は持続し、長期服用で耐性獲得することはなく逆にアルコールに対して敏感になる。
基本的にはシアナミドの効果が現れないアルコール依存症患者への適用となる。
アルコール依存症以外への研究
- 癌[6]
- 抗寄生虫薬[7]
- 抗不安障害[8][9]。
- HIV治療薬[10]
- 網膜色素変性症[11][12][13]

## 作用機序
本剤はアルデヒドデヒドロゲナーゼを阻害するので肝臓におけるエタノール（エチルアルコール）代謝を抑制し、悪酔いの原因となるアセトアルデヒドを体内に蓄積させる。このため少量の酒でも苦しい目に遭い、断酒、節酒の効果がもたらされる。
なお、ジスルフィラムはアルデヒドデヒドロゲナーゼを阻害する代表的な物質として知られており、ジスルフィラム以外の物質による同じ阻害作用をジスルフィラム様作用という。

## 注意事項
本剤を服用時は、嗜好品である酒を飲まなくても、奈良漬や酢のようなエタノールを含む食品や、少量の薬用酒を摂取した程度でも、悪酔いすることがある。また、アルコールを含む化粧品などに対しても反応を起こす可能性がある。
この治療では、アルコールを飲むために断薬してしまう傾向があるため、患者や家族などの同意と認識が重要となる。
まれに視神経に障害を起こすが、服用を中止するとゆっくり回復し、最終的には完治する。
カフェインの代謝が阻害される効果も報告されている。